# Etioplasto

Diferentes tipos de plastos

Los etioplastos son un tipo de cloroplastos que no han estado expuestos a la luz. Los proplastidios (plastos juveniles indiferenciados) mantenidos en la oscuridad originan etioplastos, igualmente ocurre con los cloroplastos ya diferenciados.
Son comunes en las plantas con flor (Angiospermas) que crecen en la oscuridad durante un tiempo. Los etioplastos carecen de pigmentos activos por lo que son incoloros y técnicamente podrían considerarse leucoplastos. Altas concentraciones de etioplastos en una planta causan que sus hojas pierdan el color verde.
Los etioplastos contienen cuerpos prolamelares, que son agregados membranosos de redes semicristalinas de túbulos ramificados que contienen el pigmento precursor de la clorofila. Estos cuerpos prolamelares aparecen con gran frecuencia dispuestos formando patrones geométricos.
Los etioplastos se convierten en cloroplastos por medio de la estimulación de la síntesis de clorofila por parte de la hormona citoquinina poco después de ser expuestos a la luz. Los tilacoides y la grana se desarrollan a partir de los cuerpos prolamelares durante este proceso.